# Hemigrammocypris neglectus
Hemigrammocypris neglectus ( anteriormente, Hemigrammocypris rasborella) es una especie de peces de la familia de los
Cyprinidae en el orden de los Cypriniformes.

## Hábitat
Es un pez de agua dulce y de clima templado.

## Distribución geográfica
Se encuentran en Asia: el Japón.